# Molobratia egregia
Molobratia egregia är en tvåvingeart som först beskrevs av Friedrich Hermann Loew 1869.  Molobratia egregia ingår i släktet Molobratia och familjen rovflugor. Inga underarter finns listade i Catalogue of Life.